# Нова національна партія (Гренада)
Нова національна партія (англ. New National Party) — консервативна політична партія у Гренаді. Її очолює Кіт Мітчелл.

## Історія
Партію було засновано у серпні 1984 року шляхом об'єднання Національної партії на чолі з Гербертом Блейзом, Національної демократичної партії на чолі з Джорджем Брізаном та Демократичного руху на чолі з Френсісом Алексісом. Нову партію очолив Блейз, після чого партія перемогла на виборах, виборовши 14 з 15 місць у парламенті, а Блейз очолив уряд. Мітчелл очолив партію у січні 1989 року. На виборах 1990 партія здобула два місця та перейшла до опозиції.
Нова національна партія здобула перемогу на виборах 1995, отримавши 8 місць, а Мітчелл став прем'єр-міністром. 1999 партія виборола усі місця в парламенті.
За результатами виборів 2008 партія втратила більшість у національному парламенті, виборовши лише 4 місця. У лютому 2013 року Нова національна партія знову здобула всі місця у парламенті.

## Список лідерів партії
| Ім'я          | Портрет | Місце народження | Початок терміну | Завершення терміну |
| ------------- | ------- | ---------------- | --------------- | ------------------ |
| Герберт Блейз |         | Каріока          | серпень 1984    | січень 1989        |
| Кіт Мітчелл   |         | Гренада          | січень 1989     | нині на посаді     |

## Історія виборів

### Вибори до Палати представників
| Вибори | Лідер партії  | Голосів | %     | Місць | +/–  | Позиція | Результат          |
| ------ | ------------- | ------- | ----- | ----- | ---- | ------- | ------------------ |
| 1984   | Герберт Блейз | 24,045  | 58.6% | 14/15 | ▲ 8  | ▲ 1а    | Уряд монобільшості |
| 1990   | Кіт Мітчелл   | 6,916   | 17.5% | 2/15  | ▼ 12 | ▼ 3я    | Опозиція           |
| 1995   | Кіт Мітчелл   | 14,154  | 32.4% | 8/15  | ▲ 6  | ▲ 1а    | Уряд більшості     |
| 1999   | Кіт Мітчелл   | 25,896  | 62.5% | 15/15 | ▲ 7  | ▬ 1а    | Обійняли усі місця |
| 2003   | Кіт Мітчелл   | 22,556  | 47.8% | 8/15  | ▼ 7  | ▬ 1а    | Уряд більшості     |
| 2008   | Кіт Мітчелл   | 27,189  | 47.8% | 4/15  | ▼ 4  | ▼ 2а    | Опозиція           |
| 2013   | Кіт Мітчелл   | 32,031  | 58.8% | 15/15 | ▲ 11 | ▲ 1а    | Обійняли усі місця |
| 2018   | Кіт Мітчелл   | 33,786  | 58.9% | 15/15 | ▬    | ▬ 1а    | Обійняли усі місця |
| 2022   | Кіт Мітчелл   | 28.959  | 47.8% | 6/15  | ▼ 9  | ▼ 2а    | Опозиція           |